# Gʻulom Abdurahmonov
Guljam Abdurachmanow (russisch Гулям Абдурахманов, wiss. Transliteration Guljam Abdurachmanov, Gʻulom Abdurahmonov * 1. Maijul. / 14. Mai 1910greg. in Türkistan; † 15. Mai 1987) war ein sowjetischer Opernsänger (Tenor).

## Leben
Abdurahmonov wurde in Türkistan im heutigen Gebiet Türkistan von Kasachstan geboren. Seit 1929 spielte er im Musiktheater von Samarqand. 1939 machte er seinen Abschluss am Tschaikowsky-Opernstudio Usbekistan. Von 1939 bis 1955 war er Solist am Navoi-Theater. In den Jahren 1954–1980 arbeitete er als Solist mit der usbekischen Philharmonie. Er trat als Konzertsänger auf.
Abdurahmonov verstarb am 15. Mai 1987.

## Schaffen
- „Gulsara“ von Reinhold Glière und Tolib Sodiqov. - Kadyr.
- „Tahir und Zuhra“ von Jalilov und Brovtsyn - Tahir.
- „Farhad und Shirin“ von Dschalilow und Brovzyn - Farhad.
- „Leyli und Majnun“ von Reinhold Glière und Tolib Sodiqov - Majnun.
- „Buran“ von M. A. Ashrafi und S. N. Vasilenko - Djuran. N. Vasilenko - Djura
- „Der große Kanal“ von M. A. Ashrafi - Butanuz
- „Kör-ogly“ von U. A. G. Hajibekov - Rovshan.[3]

In Konzertprogrammen trug er Opernarien und Lieder vor (beliebt waren „Iroq“, „Ailading“, „Andy Sendek“, „Sarvigul“, „Khush Kelibsiz“, „Kungul“, „Yor Kelur“, „Zamonamiz Lochinlari“, „Muborak“, „Sevmasdan Bulurmi“, „Sulim Diyor“, „Chupon Kushigi“).

## Ehrungen
- Ehrenzeichen der Sowjetunion (6. Dezember 1951 und 18. März 1959).[4]
- Volkskünstler der usbekischen SSR (1950)
- Stalinpreis dritten Grades (1951) - für die Darstellung der Rolle des Kadyr in der Oper „Gulsara“ von Reinhold Glière und Tolib Sodiqov.